# Jacques Rossignol
Pour les articles homonymes, voir Rossignol (homonymie).
Jacques Rossignol, né le 2 décembre 1945 à Bourg-des-Comptes (Ille-et-Vilaine) et mort le 15 janvier 2001 à Lorient (Morbihan) est un footballeur français .

## Biographie
Ce milieu a débuté au FC Lorient en pupille avant de jouer au Stade rennais. Il revient au FC Lorient, alors en Division 2 en 1969.

## Carrière de joueur
- 1964-1969 : Stade rennais
- 1969-1978 : FC Lorient